# Mauro Libertella
Mauro Libertella (Ciudad de México, 5 de enero de 1983) es un escritor, editor y periodista cultural argentino. Hijo del escritor Héctor Libertella y la poeta Tamara Kamenszain, su obra, compuesta por cuatro novelas y cuatro libros de ensayos, se encuentra caracterizada por la utilización de la autoficción y otras varíantes de lo autobiográfico y lo híbrido. En el 2017, fue seleccionado por el Hay Festival como uno de los 39 mejores escritores de ficción latinoamericanos menores de 40 años.

## Biografía

### Primeros años
Mauro Libertella nació el 5 de enero de 1983 en la Ciudad de México, México. Es hijo de los escritores Héctor Libertella y Tamara Kamenszain. En 1984 su familia regresó a la ciudad de Buenos Aires, donde Libertella vivió su infancia y reside actualmente.

### Trayectoria literaria
Estudió Letras en la Universidad de Buenos Aires. Escribe regularmente sobre temas relacionados con la cultura en medios impresos y digitales de su país y del exterior, como en el diario Clarín (Argentina) y en las revistas Letras Libres (México) y Qué pasa (Chile). En 2016 la Feria Internacional del Libro de Guadalajara lo seleccionó como uno de las veinte «Nuevas Voces» de la narrativa latinoamericana y en 2017 fue seleccionado por el Hay Festival como parte del grupo de Bogotá 39-2017.
Desde 2021 codirige Vinilo Editora, junto a la editora Joana D’Alessio, un sello editorial dedicado a la no ficción creativa.

## Obra

### Novela
- Mi libro enterrado (2013, Mansalva)
- El invierno con mi generación (2015, Random House)
- Un reino demasiado breve (2017, Random House)
- Un futuro anterior (2022, Sexto Piso)

### Ensayo
- El estilo de los otros (2015, Ediciones UDP)
- Un hombre entre paréntesis: retrato de Mario Levrero (2019, Ediciones UDP)
- Ricardo Piglia a la intemperie (2024, Ediciones UDP)
- Canción llévame lejos (2025. Argentina: Vinilo / Chile: Laurel)